# Maria Malibran
Maria Malibran (nata María Felicia García Sitches; Parigi, 24 marzo 1808 – Manchester, 23 settembre 1836) è stata un soprano francese naturalizzato belga, spagnola per nascita.
Fu una delle più famose cantanti liriche del XIX secolo. Visse 28 anni di cui undici trascorsi in una fulgida carriera artistica che la rese memorabile nei decenni successivi. A lei è intitolato il Teatro Malibran di Venezia.

## Biografia

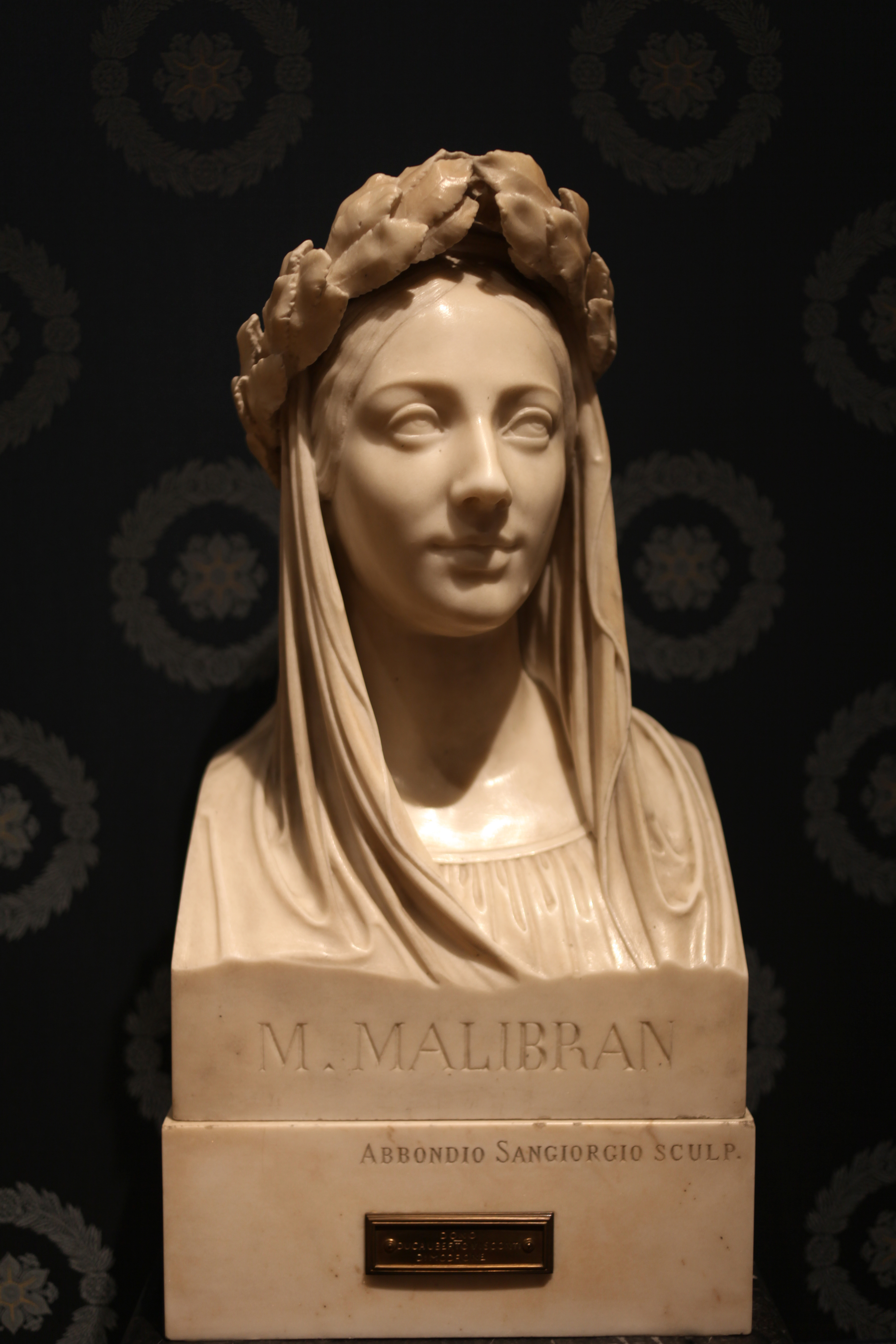
Busto di Maria Malibran dello scultore Abbondio Sangiorgio, Museo del Teatro alla Scala, Milano

María Felicia (e non "Felicita", come molti dissero e scrissero) era la figlia del tenore Manuel García (1775-1832) e del soprano María Joaquina Sitches Briones (1780-1864), sorella della cantante Pauline Viardot-García e dell'influente maestro di canto Manuel Patricio Rodríguez García.
Soprano drammatico d'agilità ottocentesco all'epoca definito soprano di bravura, riusciva ad eseguire sia ruoli da soprano che da contralto e persino da tenore (anche se adattati alla sua vocalità "ibrida") come quando si esibì nel ruolo di Gualtiero ne Il pirata di Vincenzo Bellini. Emerse soprattutto nel ruolo di Amina della Sonnambula di Vincenzo Bellini. Il suo repertorio comprendeva Bellini (Norma, Amina, Romeo), Rossini (Rosina, Desdemona, Fiorilla, Semiramide, Ninetta) e Giuseppe Persiani (Ines de Castro). Conosciuta per la sua personalità tempestosa e la sua intensità drammatica, divenne una figura leggendaria prima e dopo la sua morte, avvenuta a Londra all'età di 28 anni, a causa di una caduta da cavallo.
Fu sposata inizialmente con il banchiere francese Eugène Malibran, di 27 anni più vecchio di lei, conosciuto a New York nel 1825-26 nel corso di una tournée americana, e ne prese il cognome. Pochi mesi dopo il matrimonio il marito dichiarò bancarotta e la Malibran nel giro di un anno si separò da lui per tornare in Europa. Si legò quindi al celebre violinista e compositore belga Charles Auguste de Bériot, con il quale convisse per sei anni, dando anche alla luce un figlio Charles-Wilfrid de Bériot nel 1833. Poté sposare Bériot solo nel 1836, una volta ottenuto l'annullamento del precedente matrimonio. Ottenne la cittadinanza belga.
Nel 1835 interpretò al Teatro La Fenice di Venezia i ruoli di Norma, Rosina, Desdemona e Cenerentola. Usava recarsi la sera in quel teatro in una gondola di colore grigio chiaro con interni oro e scarlatto, guidata da un gondoliere con un costume con colori sgargianti, disegnato da lei stessa. Si segnalò anche come pittrice ritrattista e fu ammirata dai contemporanei per la notevole potenza e flessibilità della sua voce, nonché per il suo grande talento di interprete. Fu inoltre anche compositrice di musica vocale da camera.
Nel luglio 1836 cadde da cavallo, riportando ferite da cui non sarebbe più guarita. Rifiutò di farsi visitare da un medico e continuò a esibirsi. Le sue condizioni continuarono a peggiorare fino a condurla alla morte, dopo una settimana di agonia, il 23 settembre 1836. Aveva 28 anni. Fu sepolta nel cimitero di Laeken, allora nei pressi di Bruxelles (oggi compreso nella cerchia cittadina).

## Vocalità e personalità interpretativa
Dotata inizialmente di una voce di contralto «scura, calda e tonda», grazie allo studio indefesso acquisì il controllo di una vocalità poliedrica dal volume e agilità ragguardevoli; la Malibran cantava abitualmente in una tessitura compresa tra il sol naturale grave e il mi naturale sovracuto (sol2 - mi5) ma era capace di scendere al re grave (re2) e svettare al fa sovracuto (fa5), abbracciando un'estensione di oltre tre ottave, qualità che le permise di alternare ruoli di contralto, mezzosoprano, soprano di bravura (Semiramide, Norma, Amina) e persino da tenore (pur adattati, come detto, alla sua voce: Otello, Gualtiero).
I difetti che le imputavano erano alcuni suoni centrali velati e occasionali durezze nel settore acuto, mentre era molto ammirata per la potenza e corposità delle note basse.

## Repertorio
| Ruolo                | Titolo                               | Autore    |
| -------------------- | ------------------------------------ | --------- |
| Isoline              | The Maid of Artois                   | Balfe     |
| Leonore              | Fidelio                              | Beethoven |
| Romeo                | I Capuleti e i Montecchi             | Bellini   |
| Imogene Gualtiero    | Il pirata                            | Bellini   |
| Amina Lisa           | La sonnambula                        | Bellini   |
| Norma                | Norma                                | Bellini   |
| Princesse de Navarre | Jean de Paris                        | Boieldieu |
| Student              | The student of Jena                  | Chélard   |
| Fidalma              | Il matrimonio segreto                | Cimarosa  |
| Adelia               | La figlia dell'arciere               | Coccia    |
| Adina                | L'elisir d'amore                     | Donizetti |
| Maria Stuarda        | Maria Stuarda                        | Donizetti |
| Ines de Castro       | Ines de Castro                       | Persiani  |
| Clari                | Clari                                | Halévy    |
| Alma Felicia         | Il crociato in Egitto                | Meyerbeer |
| Zerlina              | Don Giovanni                         | Mozart    |
| Susanna              | Le nozze di Figaro                   | Mozart    |
| Irene                | Irene, ossia L'assedio di Messina    | Pacini    |
| Amelia               | Amelia, ovvero Otto anni di costanza | Rossi     |
| Rosina               | Il barbiere di Siviglia              | Rossini   |
| Fiorilla             | Il turco in Italia                   | Rossini   |
| Angelina             | La Cenerentola                       | Rossini   |
| Ninetta              | La gazza ladra                       | Rossini   |
| Desdemona Otello     | Otello                               | Rossini   |
| Semiramide Arsace    | Semiramide                           | Rossini   |
| Tancredi             | Tancredi                             | Rossini   |
| Giovanna Gray        | Giovanna Gray                        | Vaccaj    |
| Romeo                | Giulietta e Romeo                    | Vaccaj    |

## Composizioni
- Spread Thy Light Wings (canzone)
- Il mattino (canzone)
- Rataplan (canzone)
- La Voix qui dit: je t'aime (canzone)
- Le Prisonnier (canzone)
- Album lyrique Composé de quatorze Romances, Chansonnettes et Nocturnes mis en musique par Madame Malibran con Accompt. de Guitare par Meissonnier jne (i testi sono di autori vari)

## Influenza culturale
Molti tra i più importanti scrittori dell'epoca scrissero parole entusiastiche nei suoi riguardi. Tra essi Alfred de Musset (che compose le Stances à la Malibran), Giuseppe Giusti, Hans Christian Andersen, George Sand, Edgar Allan Poe, Alexandre Dumas, Théophile Gautier e Alphonse de Lamartine (che scrisse l'epitaffio inciso sulla sua lapide).
A Maria Malibran dedicò un canto in versi il poeta Emidio Cappelli.
La cantante Giuseppina Gargano prese da lei il soprannome di "piccola Malibran".

Quando a Rossini fu chiesto chi furono i più grandi cantanti che conobbe, rispose: 

## Filmografia
Film biografici
- Maria Malibran, regia di Guido Brignone (1943)
- La Malibran, regia di Sacha Guitry (1944)
- La morte di María Malibrán (Der Tod der Maria Malibran), regia di Werner Schroeter (1972)
- Maria Malibran, regia di Michel Jakar (1984)